# Juan Luis Vives
Juan Luis Vives, född 6 mars 1492 i Valencia, död  6 maj 1540 i Barcelona, var en spansk humanist. Han studerade i Sorbonne och undervisade i bland annat Paris och Oxford. Var lärare åt Katarina av Aragonien och Mary Tudor.
Juan Vives var en framträdande person under renässansen, han var vän till Erasmus av Rotterdam som fått inflytande på hans verk. Han kritiserade skolastikernas angrepp på Aristoteles filosofi. Vives ville återställa de klassiska värdena, utan att frångå kristendomen.
Han skrev på latin inom många ämnen, de främsta verken behandlar undervisning, moral samt sociala och psykologiska frågeställningar.

## Eftermäle
Asteroiden 11363 Vives är uppkallad efter honom.